# Deccania pubescens
Deccania es un género monotípico de plantas con flores perteneciente a la familia de las rubiáceas. Incluye una sola especie: Deccania pubescens (Roth) Tirveng. (1983), originaria del sur de la India. 

## Taxonomía
Deccania pubescens fue descrita por (Roth) Tirveng. y publicado en Nordic Journal of Botany 3(4): 456, f. 1, en el año 1983.
Variedades aceptadas
- Deccania pubescens var. candolleana (Wight & Arn.) Tirveng.
- Deccania pubescens var. pubescens

Sinonimia
- Gardenia pubescens Roth basónimo[5]
- var. candolleana (Wight & Arn.) Tirveng.
- Aidia candolleana (Wight & Arn.) Swamin.
- Randia candolleana Wight & Arn.
- var. pubescens
- Randia corymbosa Wight & Arn.
- Randia deccanensis Bedd.